# Air Atlanta Icelandic
Air Atlanta Icelandic é uma companhia aérea e grande operadora de fretamento ("Aircraft Crew Maintenance Insurance") ou ACMI, com sede em Kópavogur. A sua base principal está localizada no Aeroporto Internacional de Keflavík.

## História
A empresa foi fundada a 10 de fevereiro de 1986 por Arngrimur Johannsson e Thora Gudmundsdottir. Em 2021, a Air Atlanta Icelandic reabriu a sua subsidiária europeia Air Atlanta Europe, com sede em Malta, para operar aviões de passageiros Boeing 777. Em 2025, a empresa islandesa integrará o seu primeiro Boeing 777.

## Frota
A frota da Air Atlanta Icelandic consiste nas seguintes aeronaves (Fevereiro de 2025):
| Aeronaves        | Em Serviço | Ordens | Passageiros | Notas |
| ---------------- | ---------- | ------ | ----------- | ----- |
| Boeing 747-400   | 8          |        |             |       |
| Boeing 777-200ER | 1          |        |             |       |
| Total            | 09         |        |             |       |